# シムカ (自動車メーカー)

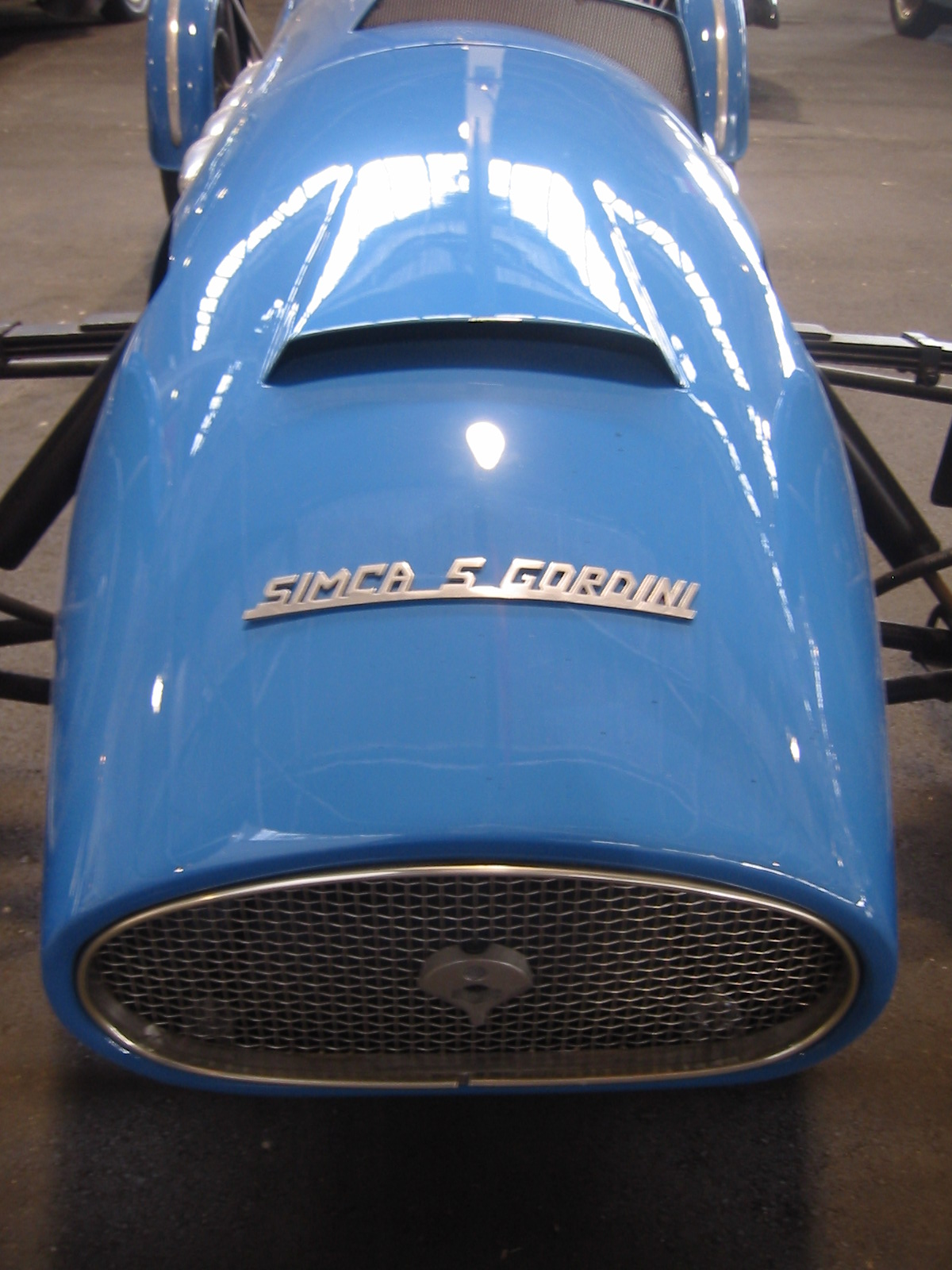
シムカ・ゴルディーニGPカー

シムカ（Simca ）は1934年にアンリ・テオドル・ピゴッツィ（Henri Théodore Pigozzi 、1898-1964年）が設立した自動車メーカー。SIMCAとは「自動車車両車体工業会社」（Société Industrielle de Mécanique et Carrosserie Automobile ）の略。
1963年にクライスラーに買収され、1970年にはイギリスのルーツ・グループとともに「クライスラー・ヨーロッパ」を形成した。その後、1978年にクライスラーがヨーロッパ事業をPSA・プジョーシトロエンに売却した際、シムカブランドはルーツ・グループ系の他ブランドとともにタルボに統合され、廃止された。

## 歴史

### フィアット・フランス
ピゴッツィは1898年北イタリアのトリノに産まれ、1912年に父親の死去で14歳にして馬匹運送により家計を支えるようになった。第一次大戦での兵役後に軍用放出品のオートバイ販売や石炭輸入の職を経験し、1920年代早々にシュレーヌで鉄鋼取引（フランスからの鉄屑の輸入）を始めた。取引先は主にイタリアであり、最大の顧客はフィアットであった。その関わりから1926年にピゴッツィはフランスにおけるフィアットの販売権を得たが、当時フランスは国内の自動車産業育成のために高関税をかけており、普及車の販売には全く見込みがなかった。
ピゴッツィは最終組立さえフランス国内で行なえばフランス国産車として認められ無関税となる抜け穴を見つけ、シュレーヌに30m程の組立ラインを作ってフィアット・フランスと称し、ほとんど完成車に近い状態のフィアットを「パーツ」として輸入し、パリを中心に販売を始めた。最初に手がけたのは1932年発売されたばかりのティーポ508で、ちょうどその頃フランスメーカーの製造する自動車は6CV以下か10CV以上であり、このクラスが空白域になっていたこともあって好調な売れ行きを示した。

### シムカ、成功と拡大
1934年にはフィアットの資金援助を受けナンテールの50,000m2の工場を8,500,000フランで購入、シムカを設立した（この工場は1926年に操業停止した自動車メーカーのヴィノ・エ・ドガンガンの旧工場で、1932年に別のメーカーのドネ・ゼデルの手に渡っていたが、ドネも1934年に操業停止して売りに出たものであった）。この時までにシュレーヌの組立ラインは約29,000台を「組立」し完成車として送り出していた。
1936年にはイタリアで「トッポリーノ」と呼ばれた初代500を「シムカ5（サンク）」の名で生産し、爆発的な成功を収めた。またパリサロンに1100を「シムカ8（ユイット）」としてデビューさせた、フランス第4位のメーカーとなった。
ヨーロッパ全土が戦火に包まれて1939年にはシムカの自動車生産も中止されたが、ルノーやプジョーの工場が甚大な被害を受けたのに対しシムカは全く被害を受けずに終戦を迎え、1946年から戦前と同じモデルの生産を始めた。1951年にはフィアット車をベースとしながらも時流に乗った独自デザインを採用した「シムカ・アロンド」が成功した。
この好調に乗って1951年には商用車メーカー・ウニック(UNIC)と農耕機器メーカー・ソメカ(SOMECA)、1954年にはフォードのフランス拠点フォード・フランス、1956年には商用車メーカーのザウラー・フランス、1959年には高級車メーカー・タルボを買収した。

### クライスラー・フランス
フォード・フランス合併の際フォードが取得したシムカ株式15％は、ちょうどヨーロッパに拠点を持つべく動いていたクライスラーに売却された。クライスラーは1960年までに秘密裏に25％まで株式を買い進めたが、この時点でもフィアットが大株主であることで安心し切っていたシムカの首脳は全く気がついていなかったという。1962年にイタリアの自動車輸入が自由化されるとフィアットの経営状態は悪化し、しかもこの時シムカは大幅な増資を計画しており、フィアットには負担になりつつあった。フィアットの株式放出を予想したクライスラーはスイス銀行を通じて株式買い占めを準備、これが当たってフィアットは株式の売却を始め、クライスラーは大量の株式を買い占めた。シムカは株式の売買に気づいていたが、フィアットがさらに買い進めていると思っていた。
1963年にクライスラーは時価の25％高でシムカ株を買い取る旨の新聞広告を出し、表面に出て来た。シムカ首脳は慌てたがこの時点ですでにクライスラーは64％の株式を取得しており手遅れであった。この事件は当時フランスの大統領であったシャルル・ド・ゴールを激怒させ、フランスの反アメリカ政策にも大きな影響を与えた。1966年にはクライスラーの株式シェアは77％に達し、1969年秋に発表された1100がフィアット系最後の設計による車両となった。クライスラーにより1963年5月に社長職を追われた「ムッシュ・シムカ」アンリ・ピゴッツィは翌1964年11月に心臓発作で没している。
1970年には英国ルーツ・グループがクライスラー・UKに、スペインのバレイロス（Barreiros ）がクライスラー・エスパーニャに改名されたのとともに社名が「クライスラー・フランス」となった。また経営危機に陥ったスポーツカー・レーシングカーメーカーのマトラを傘下とし、シムカ製エンジンをミッドシップに搭載した独創的な3座席スポーツカー、バゲーラが1973年に発売された。
1970年秋のクライスラー・160/180/2リッターを皮切りに、1975年のシムカ・1307（フランス）/サンビーム・アルパイン（イギリス）、1978年の米欧共同開発車・シムカ・オリゾンなど、クライスラー主導による欧州統一車種が発売された。特に後2車種はヨーロッパ・カー・オブ・ザ・イヤーを受賞した秀作であった。欧州統一車種投入はフォード（イギリス、ドイツ）やGM（オペルとボクスホール）と比較すると緩慢なペースだったと評価されている。
1971年9月にはクライスラーは96.7％の株式を取得していた。

### タルボ/プジョー
米国クライスラーの経営危機のため、欧州部門は1978年にPSA・プジョーシトロエンに売却され、PSAは「シムカ」に代えて、各車に往年の高級車ブランドである「タルボ」の名を冠した。しかし販売は伸び悩み、「タルボ」各車種は1986年には生産中止され、プジョーに完全統合された。
シムカ各車は1950年代から1960年代末まで国際興業が代理店を務め、日本にも相当数輸入された。

## 特徴
フランスの自動車メーカーの特徴として、たとえ大衆向け普及車であっても非常に個性の強い自動車を作っている傾向があるが、シムカの場合には普遍的で保守的な設計に徹しており、コストを低く保っていた。精神的な支柱となった人物像もなく、レース活動も無縁と地味な印象に終始した。

## レース
1950年から1952年まで、イタリア出身のレーシングカー製造業者・エンジンチューナーのアメデ・ゴルディーニと組んで、「シムカ-ゴルディーニ」の名で世界グランプリF1にも参戦。アジア人初のF1ドライバーとして知られるタイの王族・プリンス・ビラ（ビラボンス・ハヌバン王子）もドライバーとして在籍していた（シムカ撤退後の1953年以降1956年まではゴルディーニが単独参戦。1954年シーズンにはポール・フレールも在籍した）。

## 主な生産車種
1930-40年代 - フィアットのノックダウン生産
- シムカ・5 - フィアット・500（初代・トポリーノ）
- シムカ・8 - フィアット・1100

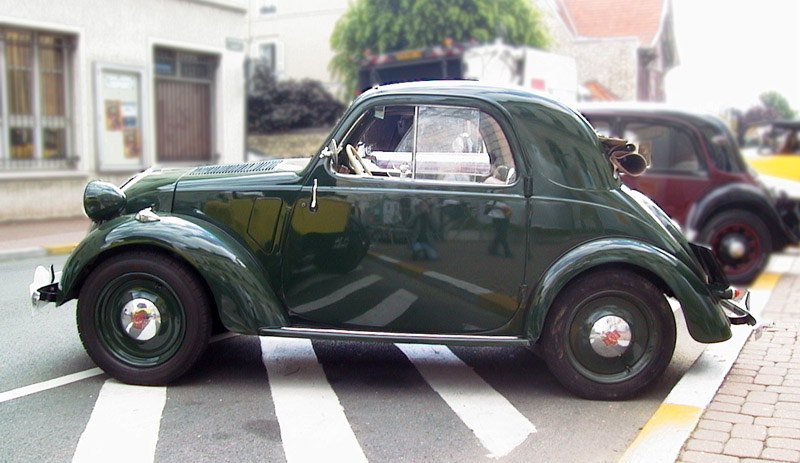
シムカ 5

1950年代 - アロンドのヒットとフォードSAFの買収で独自路線へ
- シムカ・アロンド - フィアット･1100ベースの自主開発車。ルノー・4CV・シトロエン・2CVと2リッター級中型車の間のギャップを埋めて成功。保守層に支持される。
- ヴデット - 1954年に買収したフォードSAフランスが設計。スタイルは時流に合わせて進歩したが、エンジンは最後までサイドバルブ方式V8。
- アリアーヌ - ヴデットにアロンド系の4気筒エンジンを搭載。偶然ながら日本の初代プリンス・スカイラインとスタイルが似ており、スカイラインが初めてパリ・サロンに出品した際、フランスのマスメディアは「アリアーヌのコピー」であると一斉に批判した。
- シャンボール - ヴデット系の最上級車種。ワイヤホイールやコンチネンタルマウントのスペアタイヤを持つ。

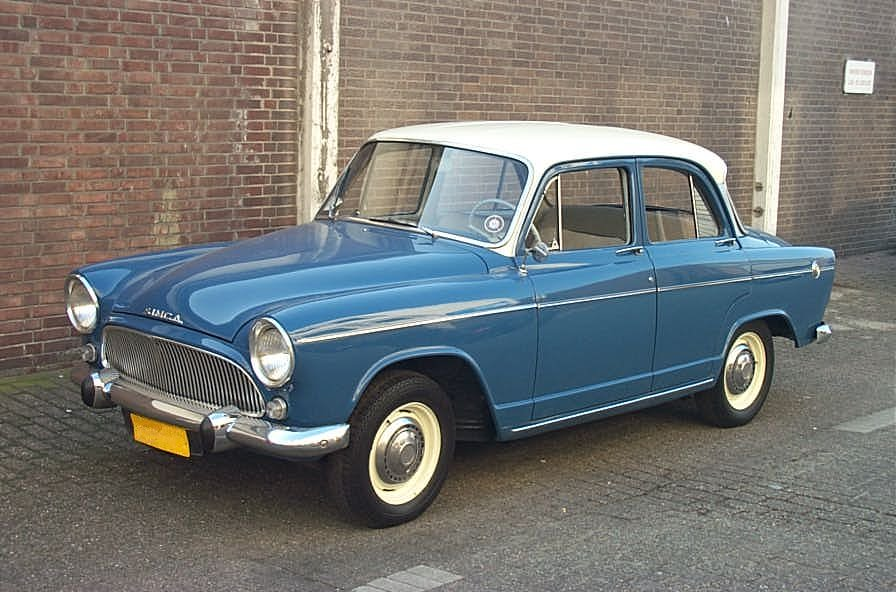
アロンド
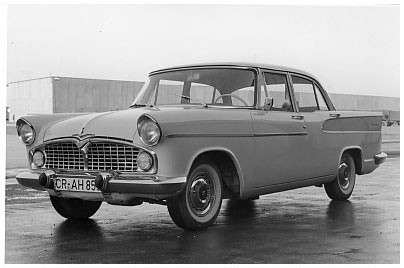
ヴデット
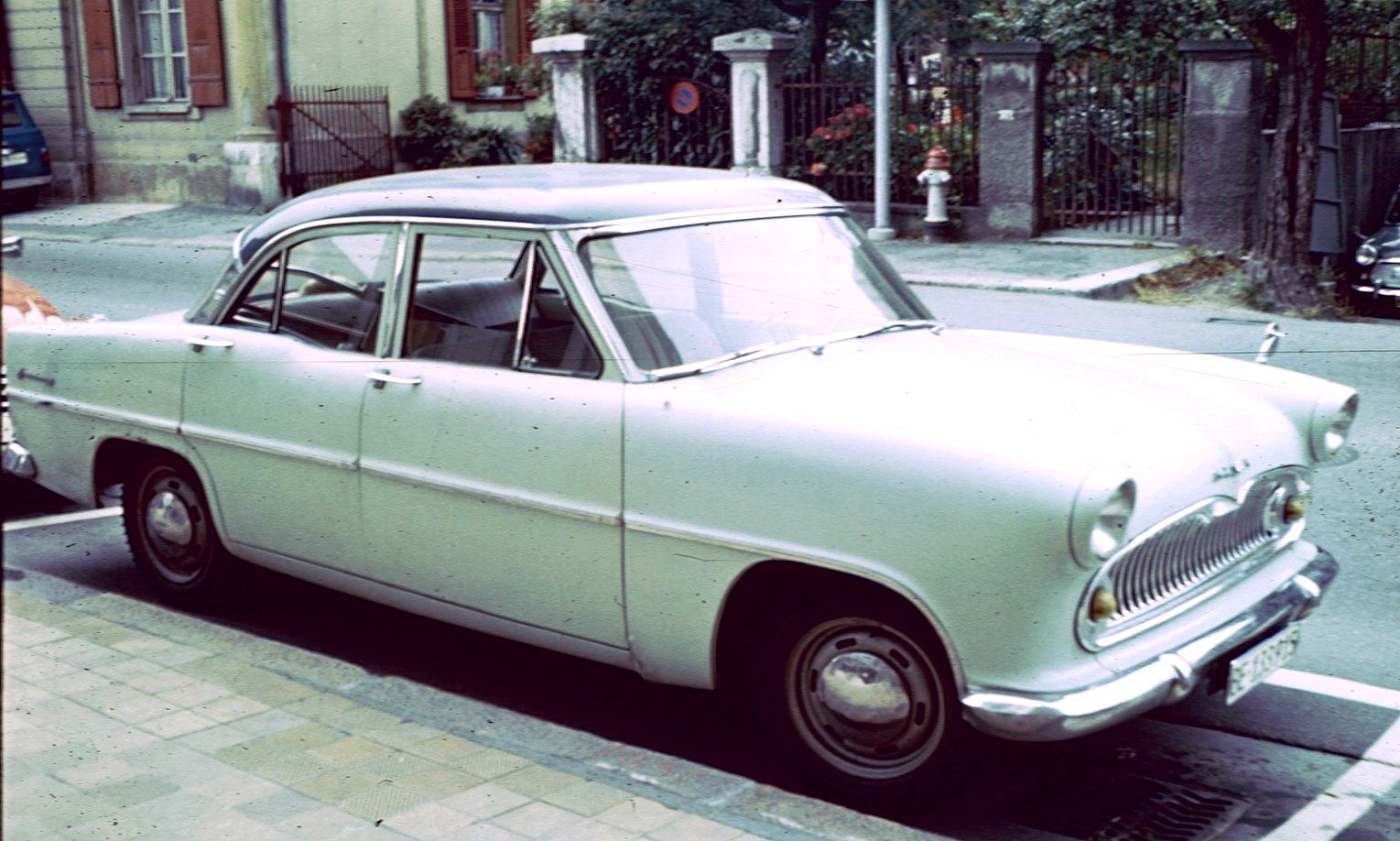
アリアーヌ

1960年代 - 1000のヒットから急転、クライスラー傘下へ
- シムカ・1000 - フィアット・600（初代）をベースに作られた1000ccクラスの4ドアセダン。1960年代の主力車種となり、1978年まで生産された。「ラリー2」「ラリー3」などのスポーツモデルも人気を集めた。
- シムカ・1000/1200Sクーペ - ベルトーネ在籍中のジョルジェット・ジウジアーロがデザインした1000ベースのスタイリッシュなクーペ。1200Sはラジエーターがフロントに移され、1204cc85馬力エンジンで最高速度178km/hに達した。
- シムカ・1300/1500 - アロンドとアリアーヌの後継車種。1966年以降は1301/1501となり、1975年まで生産され、タクシーなど業務用に多く用いられた。
- シムカ・1100 - シムカ初の前輪駆動車。ハッチバックスタイルを採用した点でも時流に先んじていた。技術的にはフィアット・128との近似性が強く、クライスラー傘下に入った後も設計陣にはフィアットの影響が強かったことが窺える。「タルボ・1100」として1982年まで生産され続ける。

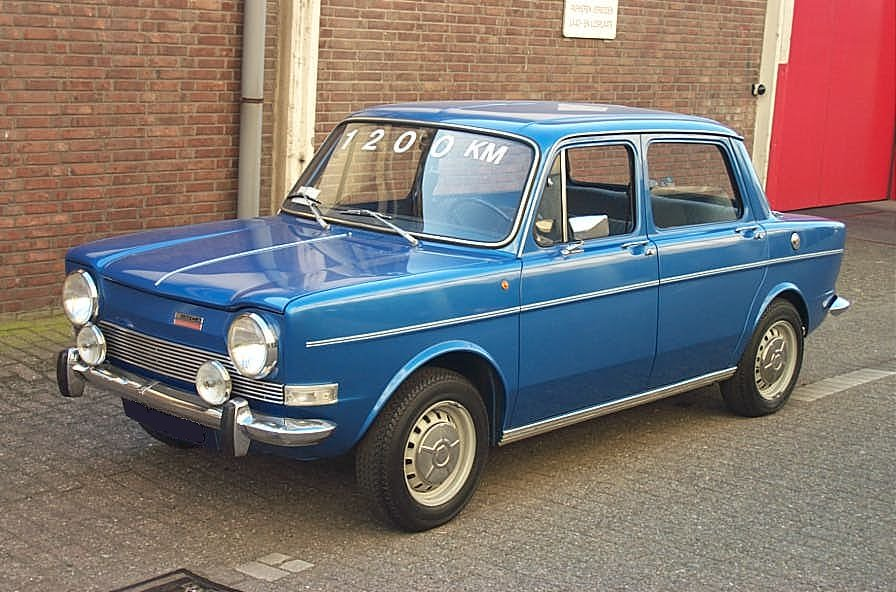
1000
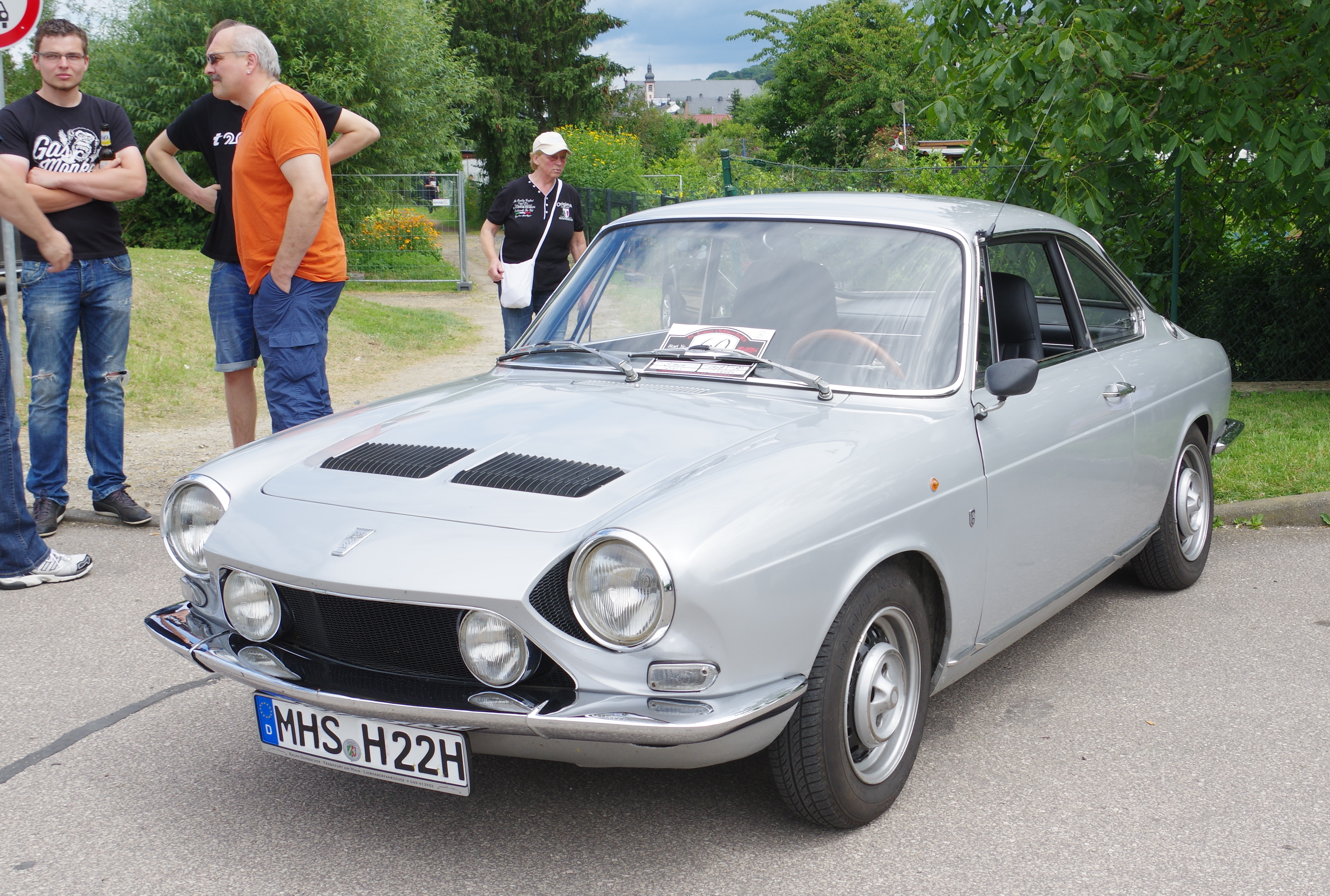
クーペ1200
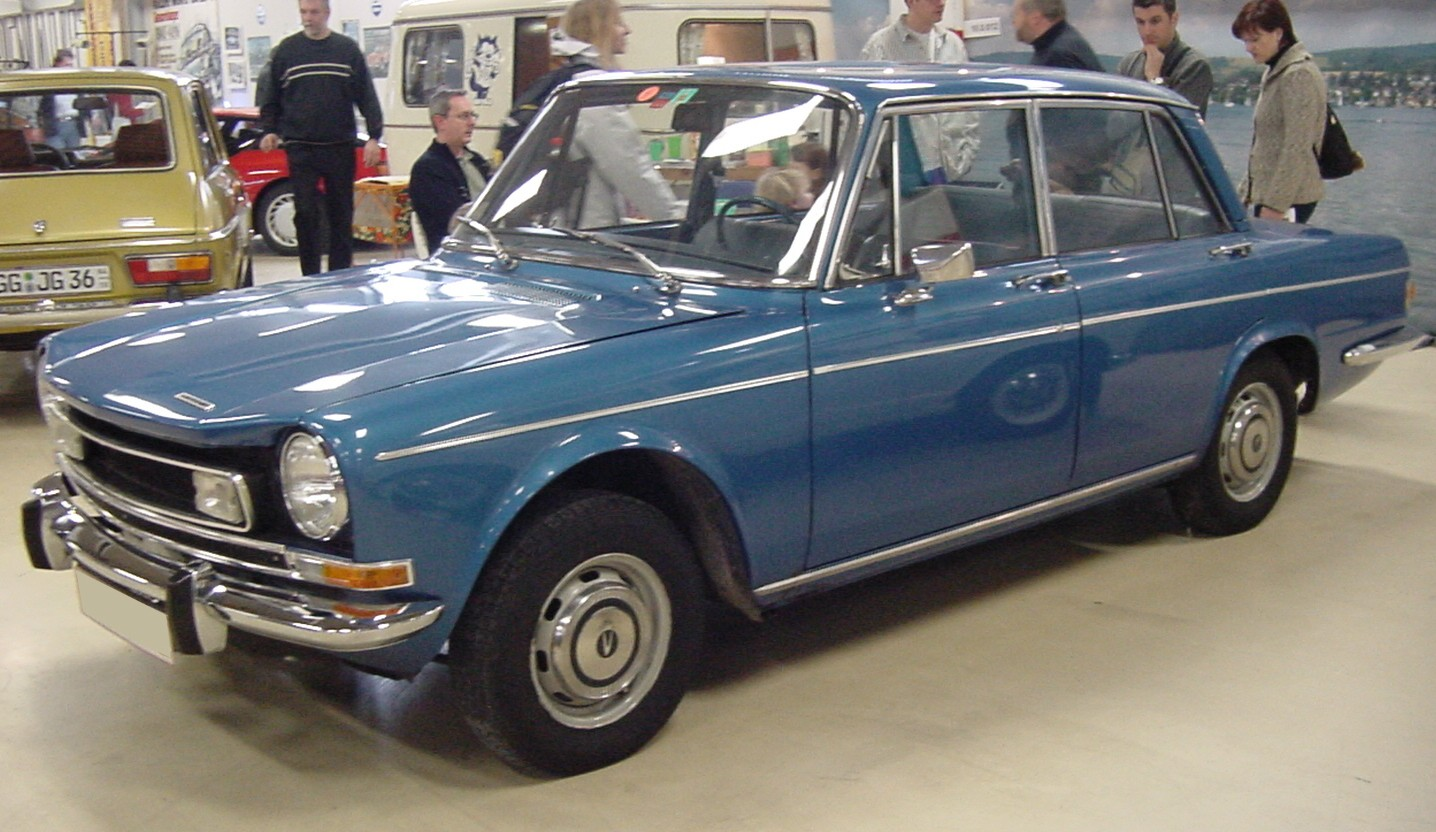
1301/1501
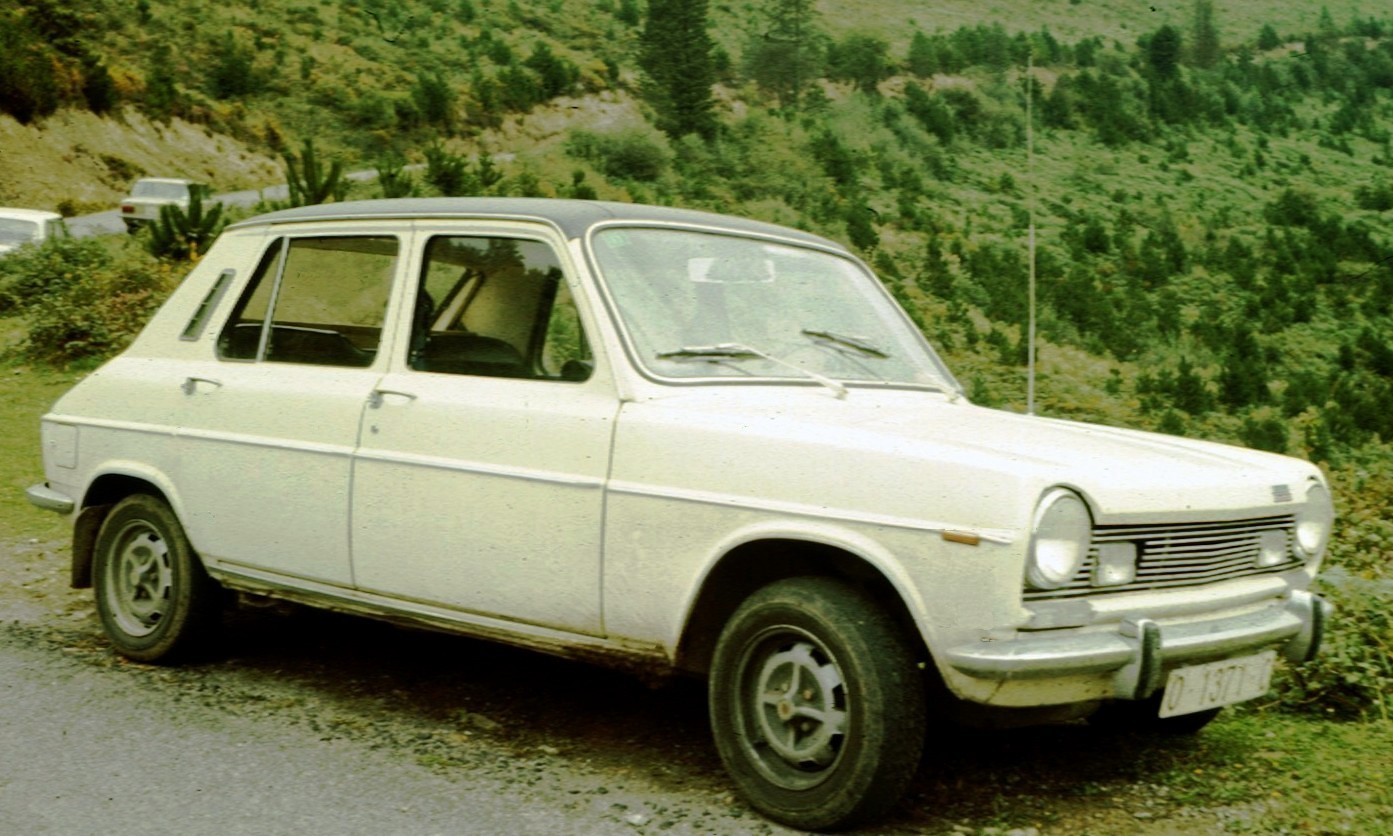
1100

1970年代 - クライスラー化の進展
- クライスラー・160/180/2リッター - 英国主導で開発された中型車。アメリカ色が強過ぎ、欧州市場では不人気であった。
- シムカ・1307（フランス）/サンビーム・アルパイン（イギリス） - 仏英共同開発車。ヨーロッパ・カー・オブ・ザ・イヤー受賞。
- マトラ・シムカ・バゲーラ（1973-1980年）
- シムカ・オリゾン - 米欧共同開発車。ヨーロッパ・カー・オブ・ザ・イヤー受賞。

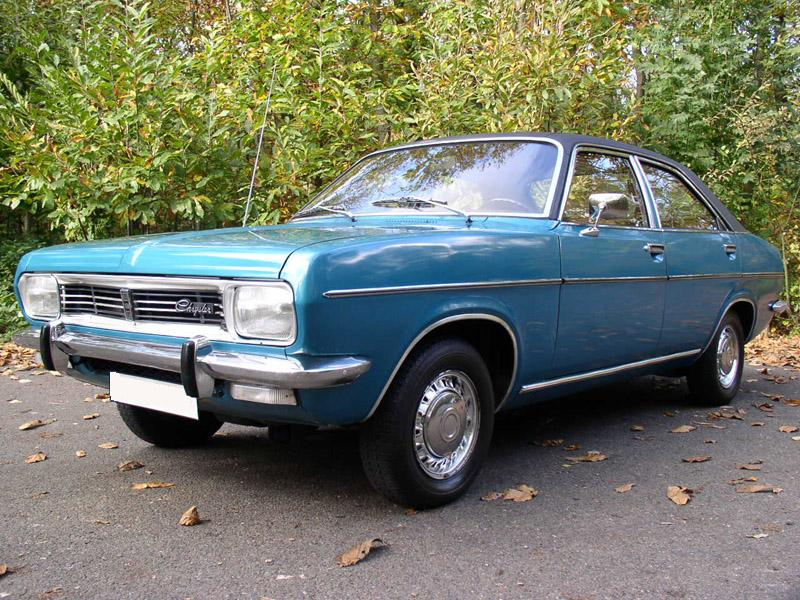
クライスラー･160（1970年）
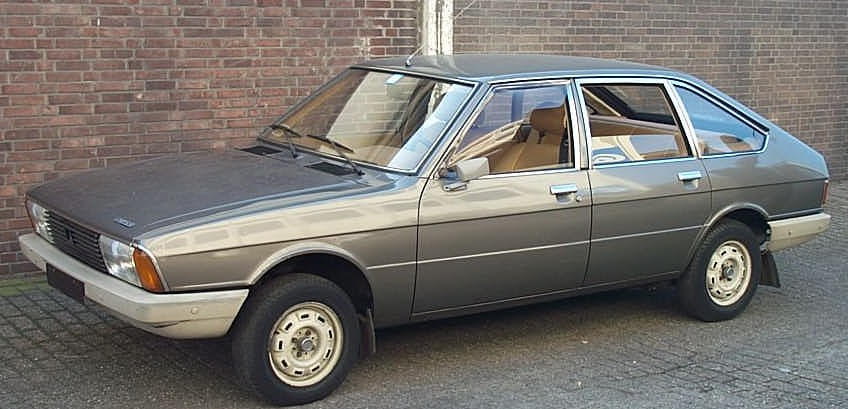
シムカ・クライスラー・1307 GLS（1978年）
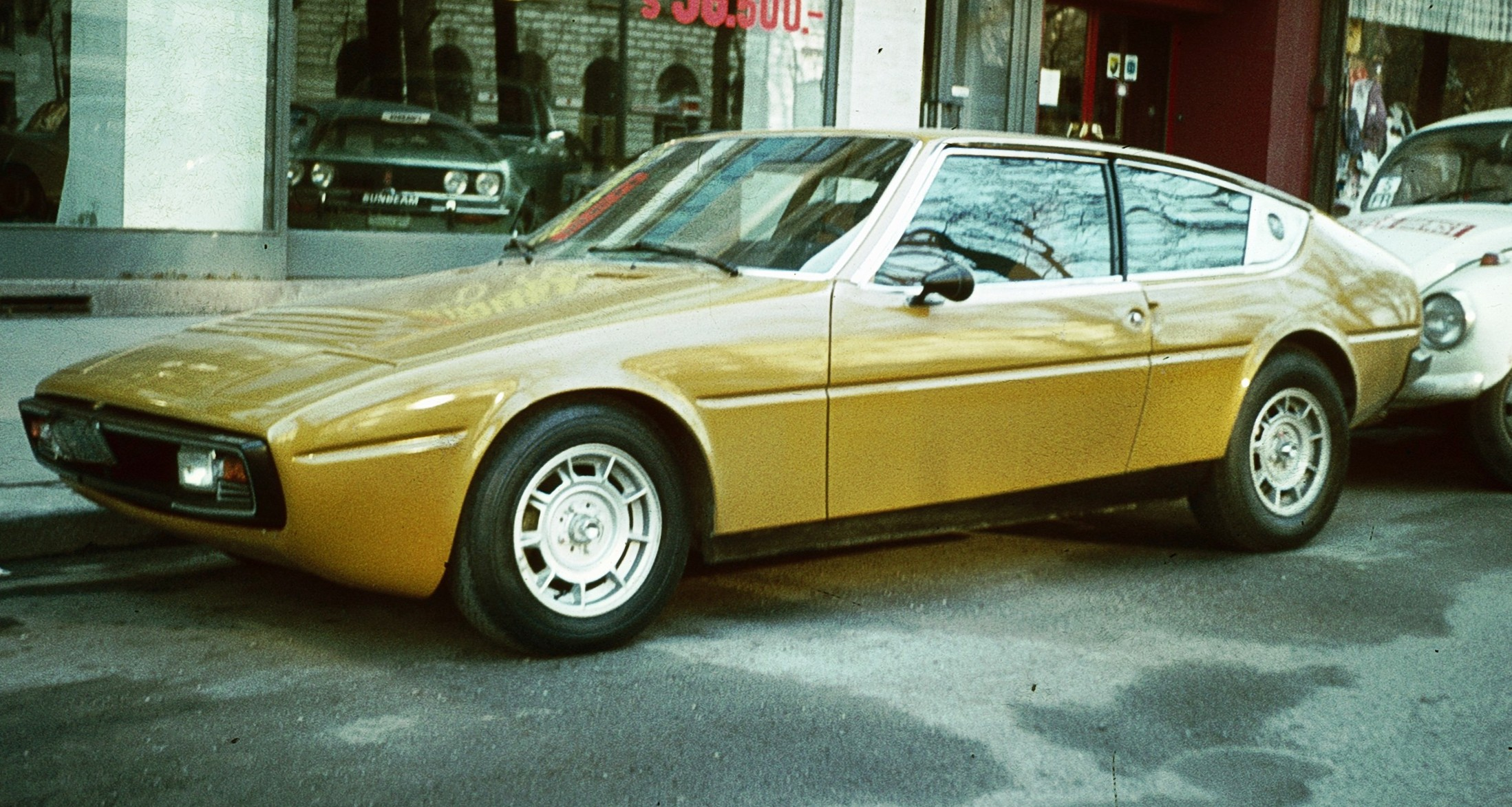
マトラ・シムカ・バゲーラ（Mk1）
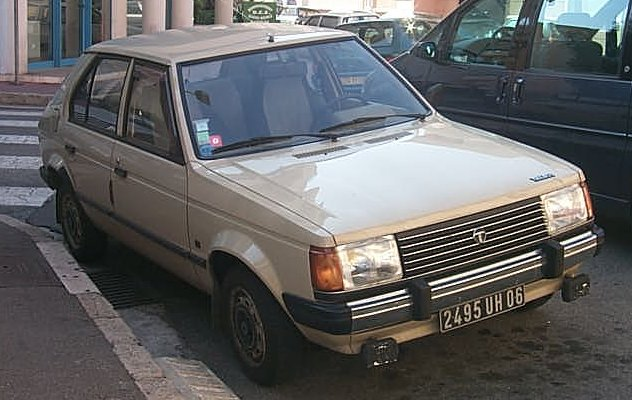
オリゾン

1980年代 - PSAグループ傘下のタルボとして
- タルボ・ソラーラ - タルボ初のニューモデルだが、実質は「タルボ・1510」と改称されたシムカ・1307/1308のノッチバック版。
- タルボ・サンバ - プジョー・104ベースの小型大衆車。
- タルボ・タゴーラ - 最後のタルボ新型車。プジョー・505級の後輪駆動中型車でプジョー製V6エンジンも搭載可能であった。人気が出ず、1980-1983年の僅か3年間で消滅した。
- タルボ・マトラ・ムレーナ - バゲーラの発展型。2200ccエンジンも選択可能となり、実用性・動力性能が向上した。

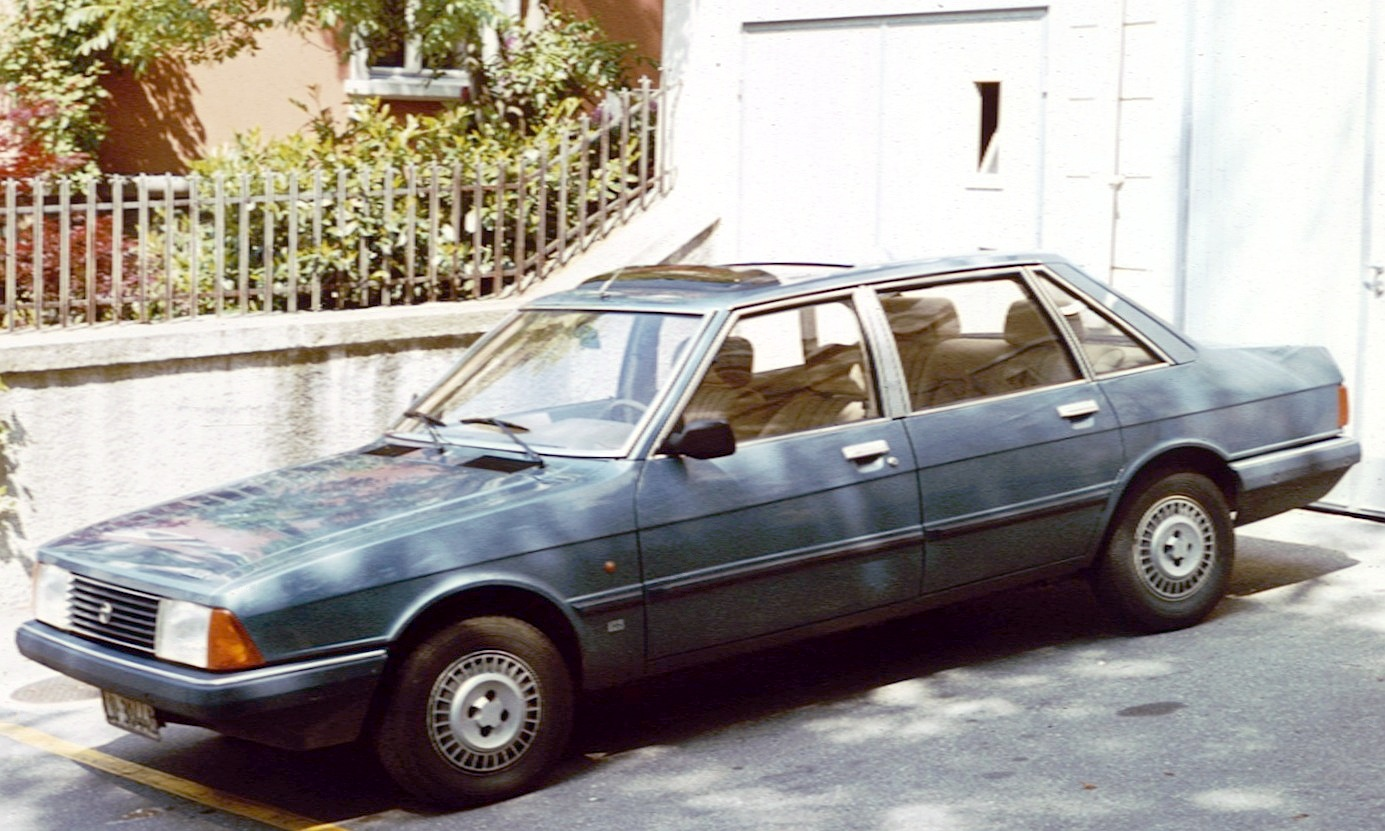
タルボ・ソラーラ
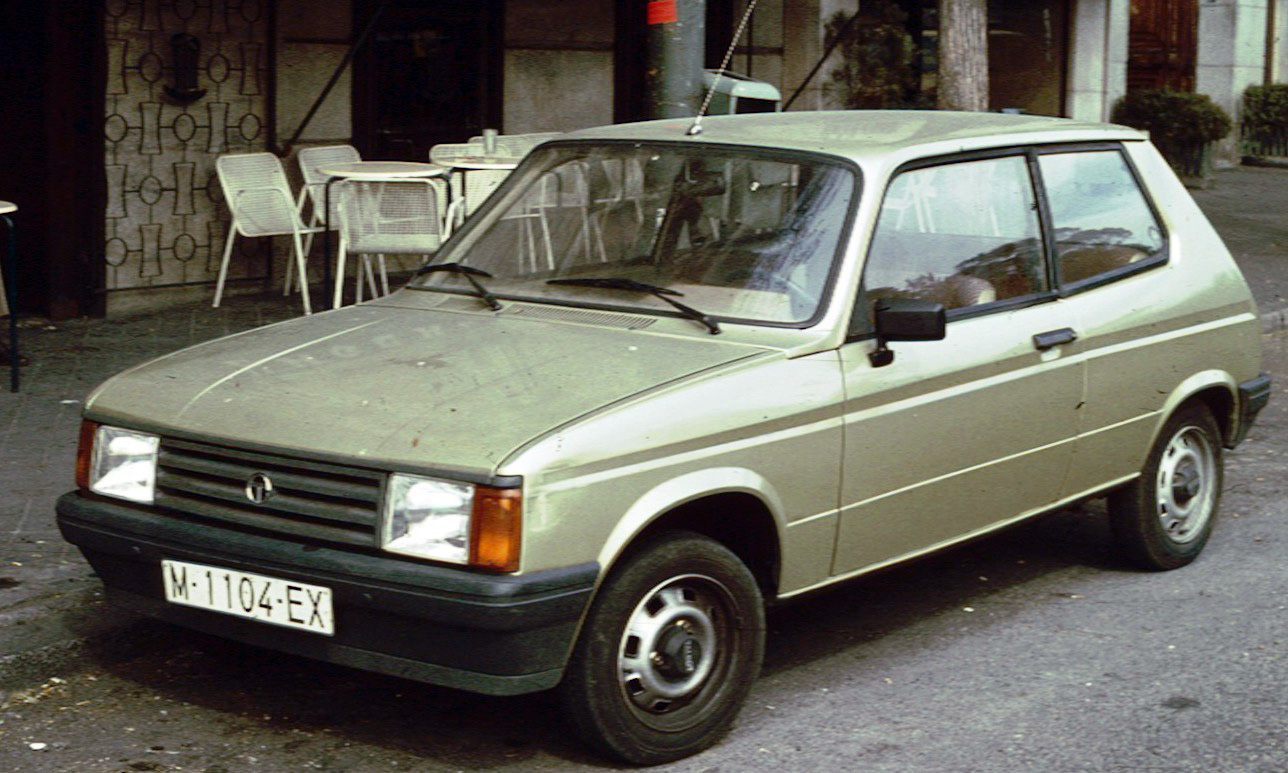
タルボ・サンバ
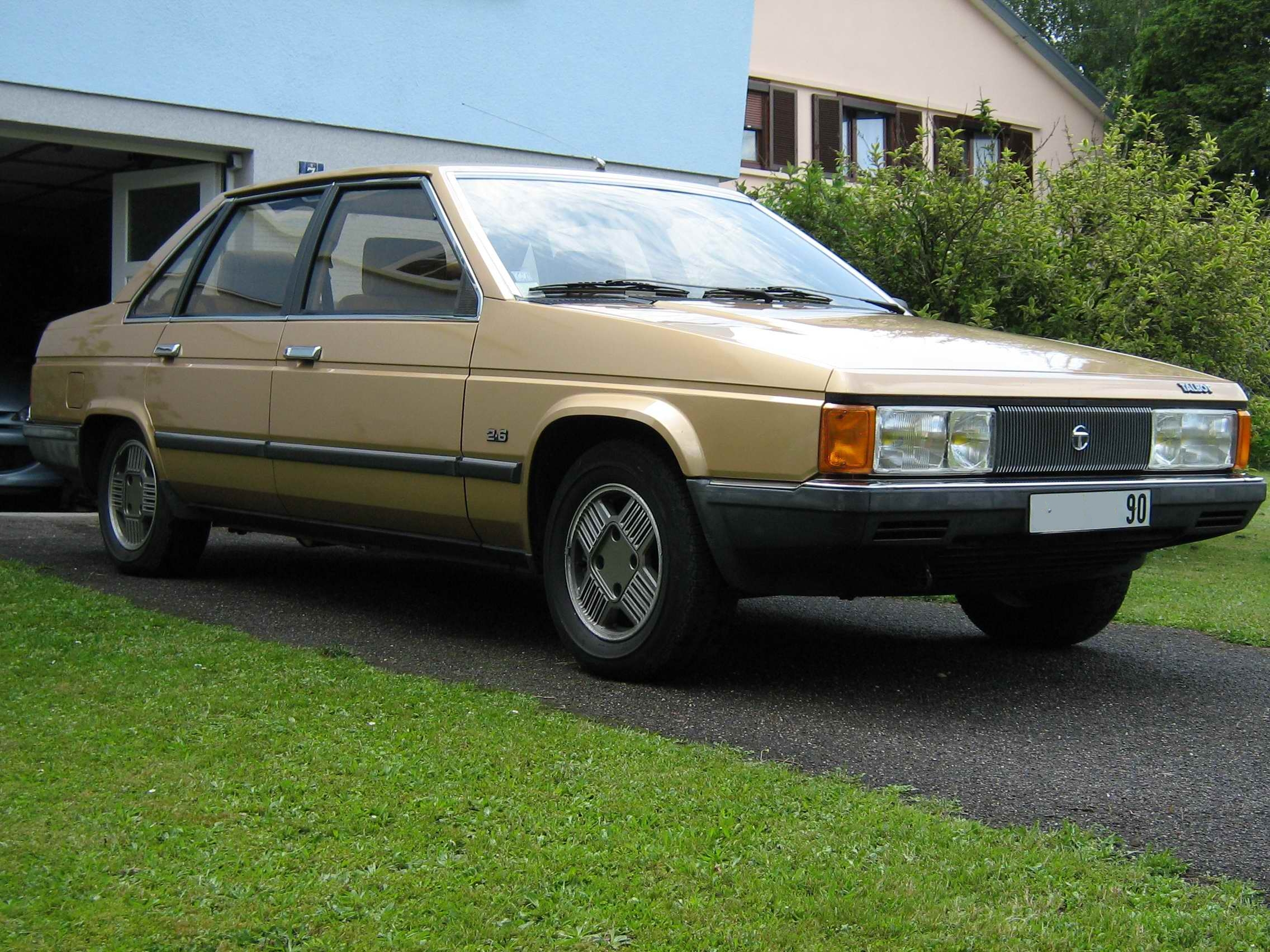
タルボ・タゴーラSX
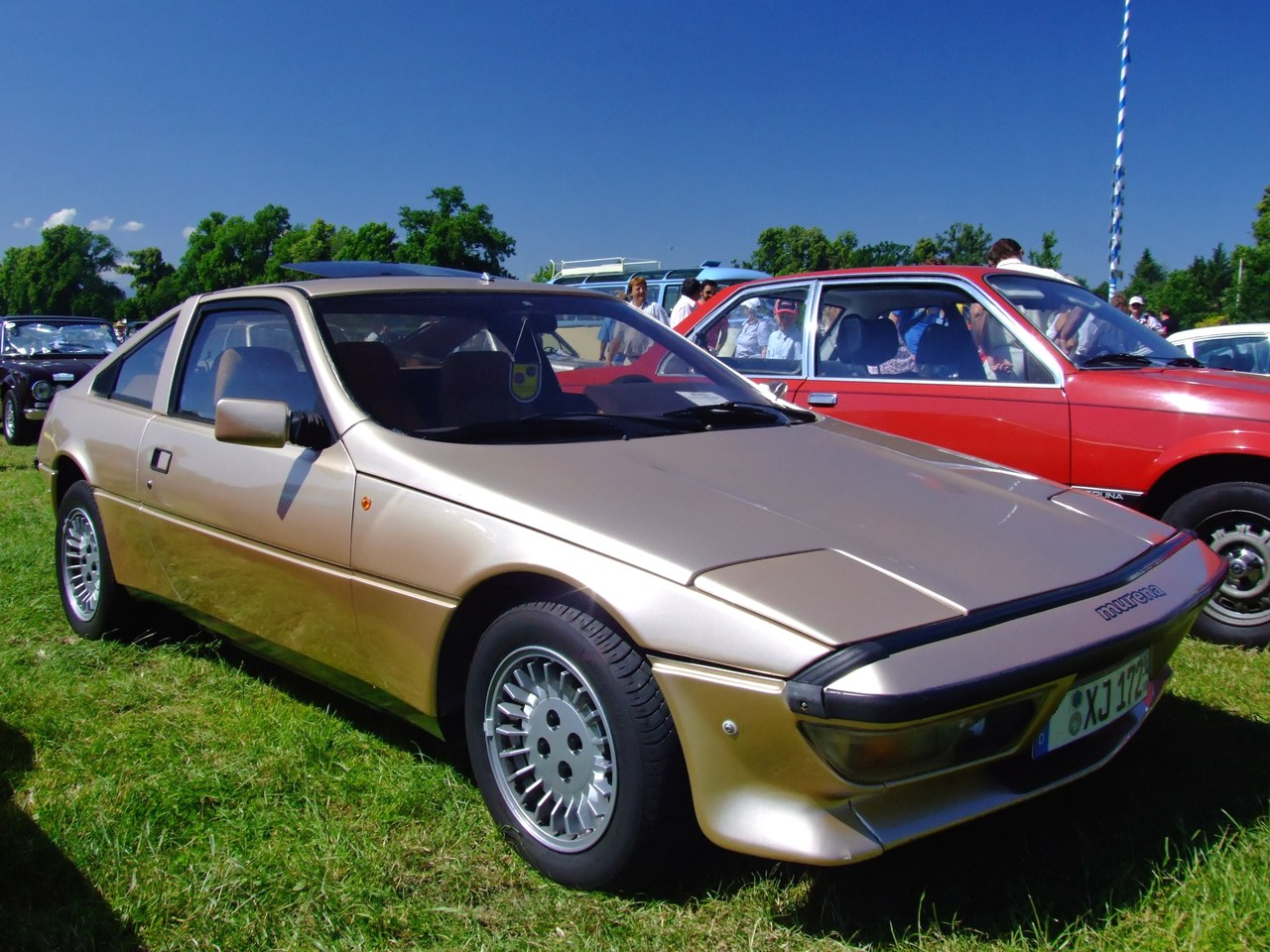
タルボ・マトラ・ムレーナ